# 대변 미생물총 이식
대변 미생물총 이식(fecal microbiota transplant, FMT, 대변 세균총 이식, 대변이식, 분변 미생물 이식, 분변이식)은 건강한 사람의 분변 속 세균과 다른 미생물을 다른 사람에게 이식하는 과정으로, 분변 이식(Stool Transplant)이라고도 불린다. FMT는 디피실균 감염(clostridioides difficile infection (CDI))에 대한 효과적인 치료법으로 인정받고 있다. 재발성 CDI의 경우, FMT는 단독으로 사용하는 반코마이신보다 효과적이며, 첫 번째 감염 이후의 결과를 개선할 수 있다.
부작용으로 세균감염의 위험이 포함될 수 있으며, 따라서 기증자는 병원체에 대해 철저히 검사해야 한다.
CDI가 점점 더 흔해지면서 FMT의 중요성도 증가하고 있으며, 일부 전문가들은 이를 CDI 치료의 1차 치료법으로 지정할 것을 요구하고 있다. FMT는 대장염, 변비, 과민성 대장 증후군과 같은 기타 위장 질환뿐만 아니라 다발성 경화증, 파킨슨병 등의 신경계 질환을 치료하기 위해 실험적으로 사용되어 왔다. 미국에서는 2013년부터 인간의 분변이 실험용 약물로 규제되고 있으며, 영국에서는 FMT 규제가 의약품 및 건강 관리 제품 규제 기관의 관할 하에 있다.

## 의학적 사용

### 클로스트리디움 디피실감염

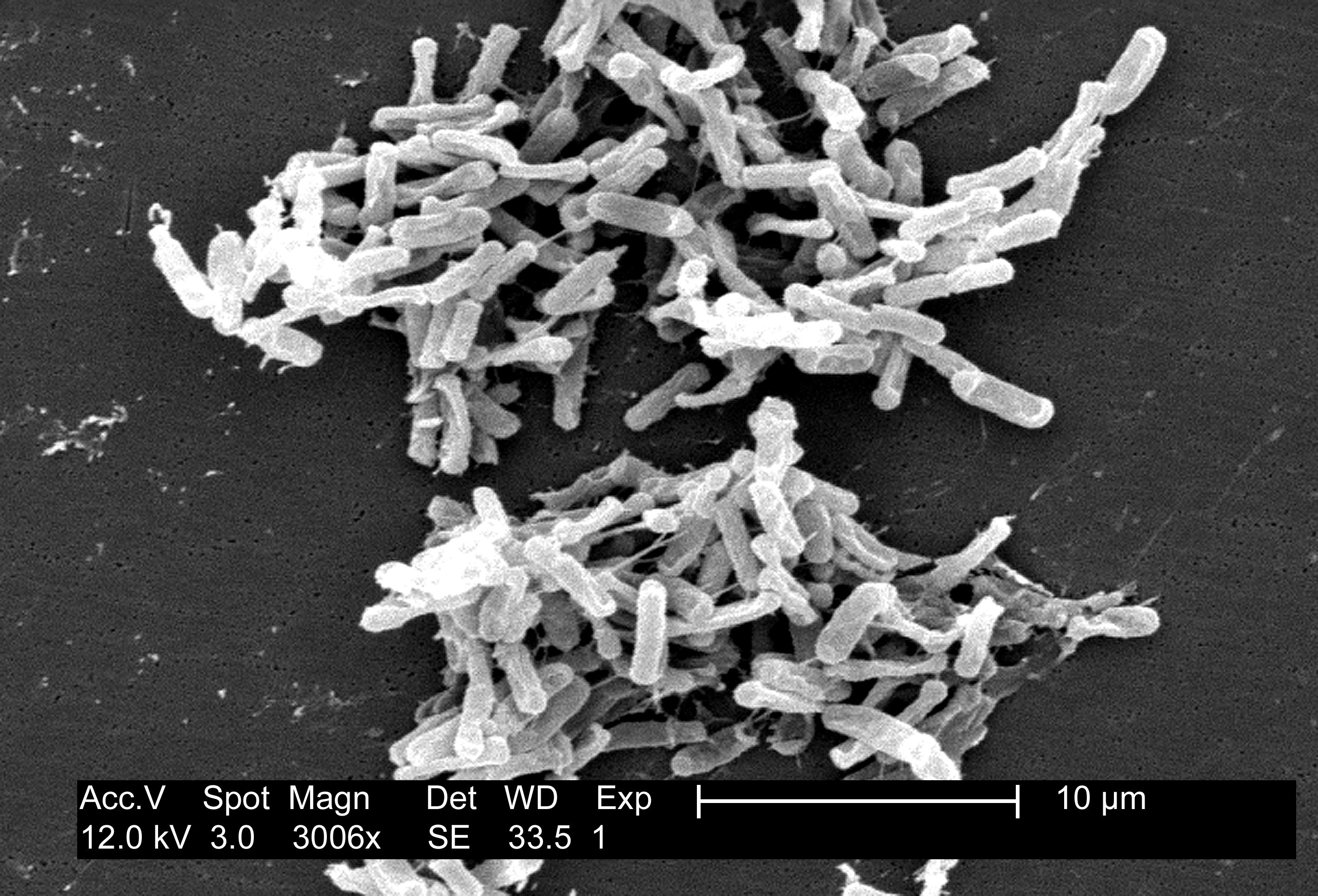
대변 샘플에서 채취한 디피실 균(Clostridioides difficile)의 주사 전자 현미경(SEM) 사진

FMT는 항생제가 효과가 없거나 항생제 치료 후 질병이 재발한 디피실 균 감염(CDI) 환자에게 약 85~90%의 효과를 보인다. 대부분의 CDI 환자들은 한 번의 FMT 치료로 회복된다.
2009년 연구에 따르면, FMT는 지속적인 항생제 투여보다 효과적이고 간단한 절차로, 비용 효율성이 높으며 항생제 내성 발생률을 줄일 수 있음을 보여주었다.
과거에는 항생제에 비해 FMT의 특이한 성격과 침습성, 감염 전파의 잠재적 위험성, 그리고 기증자 분변에 대한 메디케어(Medicare) 보장 부족으로 인해 일부 의료 전문가들은 이를 '최후의 치료법'으로 간주했으나, 감염 질환 전문가와 다른 협회들의 입장 표명은 재발성 CDI에 대한 표준 치료로 FMT를 수용하는 방향으로 바뀌고 있다. 또한, 미국에서는 메디케어가 FMT를 보장하는 방향으로 논의되고 있다.
FMT는 증상이 악화된 중증 재발성 C. difficile 감염 환자에게 내시경을 통한 1차 치료로 권장되고 있다.
2022년 11월, 호주에서 분변 미생물 이식제(Biomictra)가 의약품으로 승인되었으며, 미국에서는 2022년 11월, Rebyota라는 분변 미생물 생체제가 의약품으로 승인되었다. 2023년 4월에는 미국에서 최초로 경구 복용 가능한 분변 미생물 제품(Vowst)이 승인되었다.

### 기타 상태 및 질

#### 궤양성 대장염
1988년 5월, 호주 교수인 토마스 보로디(Thomas Borody)는 FMT를 사용하여 첫 번째 궤양성 대장염 환자를 치료했으며, 이로 인해 오랜 기간 동안 증상이 완전히 사라졌다. 이후 저스틴 D. 베넷(Justin D. Bennet)은 자신의 궤양성 대장염을 FMT를 통해 치료한 첫 사례 보고서를 발표했다. C. difficile은 단일 FMT 주입으로 쉽게 박멸되지만, 궤양성 대장염의 경우 이 방법은 일반적으로 적용되지 않는다. 궤양성 대장염 치료에 대한 FMT의 실험 결과들은 대부분 장기간의 개선 또는 완치를 달성하기 위해 여러 번의 반복적인 주입이 필요하다는 것을 보여준다.

#### 암
암 임상 시험이 진행 중이며, 항-PD-1 면역치료 기증자로부터의 FMT가 면역치료에 반응하지 않는 환자들에게 치료 반응을 촉진할 수 있는지를 평가하고 있다.

#### 자폐
한때 자연 요법과 관련되었던 FMT는 이제 자폐 스펙트럼 장애를 치료하기 위한 진지한 연구 대상으로 떠올랐다. 상하이, 중국에서 한 연구가 진행되었으며, 이전에는 애리조나 주립 대학교가 연구를 주도했다. 애리조나 주립 대학교의 연구는 미국 특허를 받았으며, 연구진은 FDA 승인을 기대하고 있다.

## 부작용
2016년 기준으로 부작용에 대한 이해가 부족했다. 부작용으로는 세균성 혈액 감염, 발열, SIRS 유사 증후군, 염증성 장 질환 악화, 가스 발생, 설사, 불규칙한 배변, 복부 팽창, 복통, 변비, 경련, 구역질 등이 포함될 수 있으며, 일반적으로 절차 후 곧바로 해결된다. 또한 FMT는 COVID-19를 전파할 수 있다는 우려가 있다.
2019년, 미국에서 약물 내성 세균이 포함된 FMT를 받은 사람이 사망했으며, 같은 이식을 받은 다른 사람도 감염되었다. 미국 식품의약국(FDA)은 제대로 검사되지 않은 기증자로부터 이식된 물질이 생명을 위협할 수 있는 잠재적 결과를 초래할 수 있다고 경고했다.

## 기법
FMT의 최적 관리에 대한 증거 기반 합의 가이드라인이 있으며, 이러한 문서들은 FMT 절차, 재료 준비, 기증자 선택 및 검사, 그리고 FMT 관리 등이 설명되어 있다.
장내 미생물군은 장을 따라 존재하는 모든 미생물, 즉 공생, 공생적, 병원성 미생물을 포함한다. FMT는 건강한 사람의 분변 물질을 병든 사람에게 이식하여 세균과 자연 항균 물질을 전달하는 과정이다.
기증자 선택
절차를 준비하기 위해서는 잠재적 기증자의 신중한 선택과 검사가 필요하다. 가까운 친척이 검사 용이성 확인을 위해 종종 선택된다. 그러나 활성 C. difficile 감염을 치료할 경우, 가족 구성원 및 친밀한 접촉자는 오히려 자신이 병원체를 보유할 가능성이 더 높을 수 있다. 이 검사는 의학적 역사 설문지, 다양한 만성 질병(예: 과민성 대장 증후군, 크론병, 위장관 암 등)에 대한 검사, 병원성 위장관 감염(CMV, C. diff., 살모넬라, Giardia, GI 기생충 등)에 대한 실험실 검사를 포함한다.
검체 준비
검체 준비에 대한 실험실 표준은 아직 합의되지 않았으며, 효과적인 치료를 위해 준비되는 분변 물질의 크기에 대한 권장 사항도 30- 100그램 사이로 다양하다. 신선한 분변은 분변 내 세균의 생존 가능성을 높이기 위해 사용되며, 샘플은 6~8시간 내에 준비된다. 샘플은 일반적으로 멸균 식염수, 멸균수, 또는 4% 우유로 희석되며, 일부 장소에서는 절구와 막자를 사용해 샘플과 용매를 혼합하고, 다른 장소에서는 믹서를 사용한다. 그 후 혼합물은 필터를 통해 걸러지고 이식 용기에 옮겨진다. 혼합물을 나중에 사용하려는 경우, 10% 글리세롤로 희석한 후 냉동할 수 있으며, 신선한 샘플과 비교해 효과가 떨어지지 않는다. 분변 이식 물질은 임상 환경에서 준비되고 투여되어 예방 조치를 취할 수 있다.
관리
분변 물질이 서스펜션으로 만들어진 후, 이는 비위관 및 비십이지장관 튜브, 대장경 또는 보유 관장으로 투여할 수 있다.

## 작용기전
분변 미생물 이식의 한 가설은 무해한 박테리아를 사용해 병원성 유기체를 대체하는 '박테리아 간섭(bacterial interference)' 개념에 기초한다. C. difficile 감염의 경우 병원체가 명확하게 확인된다. 최근 5명의 환자를 대상으로 한 예비 연구에서 무균 분변 여과액이 재발성 CDI 치료에서 기존의 FMT와 비교할 수 있는 효능을 가진 것으로 입증되었다. 이 연구의 결론은 박테리아보다 대사산물, 박테리오파지와 같은 용해성 여과액 성분이 FMT의 효능의 주요 매개체일 수 있다는 것이다. 짧은 사슬 지방산 발레레이트(short-chain fatty acid valerate)가 FMT에 의해 CDI 환자의 분변 샘플 및 재발성 CDI의 생물 반응기 모델에서 회복되었으나, 항생제 중단만으로는 그렇지 않았으며, 이는 FMT의 효능의 주요 매개체일 수 있다. 다른 연구들은 성공적인 FMT 후 장내 박테리오파지 프로필의 빠른 변화와 유지, 그리고 기증자 박테리오파지에 의한 수용자의 콜로니제이션을 확인했으며, 이는 또 다른 주요 관심 영역이다.
반면, 궤양성 대장염과 같은 다른 질환의 경우 아직 단일 원인이 확인되지 않았다. 그러나 궤양성 대장염 치료로서의 FMT 후 장내 미생물군 및 대사물 변화 분석을 통해 관심을 가질 만한 몇 가지 후보가 확인되었다.

## 역사
기증자의 분변을 식중독과 설사에 대한 치료제로 사용한 첫 번째 기록은 중국의 홍게가 4세기에 작성한 '구급의방'에 있다. 1,200년 후 명나라의 의사 이시진은 신선한, 건조한 또는 발효된 분변이 포함된 '황탕'(일명 '황금 시럽')을 복부 질환을 치료하는 데 사용했다. '황탕'은 분변과 물로 만들어졌으며, 사람이 이를 마셨다.
'신선하고 따뜻한 낙타 분변'을 박테리아성 이질의 치료제로 사용하는 것도 베두인족에 의해 권장되었다. 이는 아프리카 코프스의 독일 병사들이 2차 세계 대전 중에 입증한 바 있다. 그러나 이 이야기는 신화일 가능성이 있으며, 독립적인 연구로 확인된 바는 없다.
서양 의학에서 FMT의 첫 번째 사용은 1958년 콜로라도의 외과 의사 팀인 벤 아이즈만(Ben Eiseman)과 동료들에 의해 발표되었다. 이들은 분변 관장을 사용해 가성막성 대장염 환자 4명을 치료했으며, 치료 후 빠른 회복을 보였다. 1988년 5월, 그들의 그룹은 첫 번째 궤양성 대장염 환자를 FMT로 치료했으며, 장기적으로 모든 징후와 증상이 완전히 해결되었다. 1989년에는 변비, 설사, 복통, 궤양성 대장염, 크론병 환자 총 55명을 FMT로 치료했으며, 그 결과 20명은 '치료'되었고, 9명은 증상이 감소했다. 심각한 C. difficile 감염으로 인해 항생제가 효과가 없었던 사람들에게 분변 이식은 약 90%의 효과를 나타냈다.
C. difficile 감염에 대한 첫 번째 무작위 대조 시험은 2013년 1월에 발표되었다. 연구는 FMT의 효과로 인해 조기에 중단되었으며, 환자의 81%가 첫 번째 주입 후 치료되었고, 두 번째 주입 후에는 90% 이상이 치료되었다.
그 이후로 다양한 기관들은 여러 조건에 대해 FMT를 치료 옵션으로 제공하기 시작했다.

## 사회 문화와 규제

### 규제
2012년과 2013년에는 FMT에 대한 관심이 증가 했으며, 이는 임상 시험과 과학 출판물의 수로 나타났다.
미국에서는 FDA가 2013년 2월 "분변 미생물총 이식"이라는 제목의 공개 회의를 열겠다고 발표했으며, 회의는 2013년 5월 2일~3일에 열렸다. 2013년 5월, FDA는 인간의 분변 물질을 약물로 규제하고 있다고 발표했다. 미국 위장병 학회(AGA), 미국 위장병학 회(ACG), 미국 위장내시경 학회(ASGE), 북미 소아 위장병 학회(NASPGHAN)는 해명을 요청했으며, FDA 생물학 평가 연구 센터(CBER)는 FMT가 공공 보건 서비스법에 정의된 생물학적 제품의 정의에 해당하며 연방 식품, 약품 및 화장품법의 의미 내에서 약물의 정의에 해당한다고 밝혔다. FMT가 질병 또는 상태를 예방, 치료 또는 치유하는 데 사용되며 신체의 구조 또는 기능에 영향을 미치도록 의도된 경우, '이러한 사용을 위한 제품'은 임상 시험용 신약(Investigational New Drug, IND) 신청이 필요하다고 주장했다.
2013년 7월, FDA는 기존 요법에 반응하지 않는 C. difficile 감염 치료를 위해 FMT 사용에 대한 IND 요구 사항에 대한 집행 정책("지침")을 발표했다.
2014년 3월, FDA는 제안된 업데이트(이른바 "초안 지침")를 발표했으며, 이 초안이 최종화되면 표준 요법에 반응하지 않는 C. difficile 감염을 치료하기 위한 FMT에 대한 2013년 7월의 집행 정책을 대체하게 된다. FDA는 정보 동의서 사용, 기증자 분변이 환자 또는 의사에게 알려져 있어야 하고, 기증자와 분변이 의사의 지시에 따라 검사되어야 하는 조건하에, 임시로 IND 집행을 유예할 것을 제안했다. 일부 의사와 FMT를 사용하려는 사람들은 이 제안이 최종화되면 익명의 기증자를 사용하고 수백 마일 떨어진 제공자에게 배송하는 분변 은행이 폐쇄될 수 있다는 우려를 표명했다.
2015년 기준으로, 미국에서 재발성 C. difficile 감염에 대한 FMT는 필수 기증자 및 분변 검사가 필요하지 않지만, 다른 적응증에 대한 FMT는 임상 시험용 신약 허가절차 (IND)가 없이는 수행할 수 없다.
FDA는 병원체 전파와 관련해 세 가지 안전 경고를 발표했다. 첫 번째 안전 경고는 2019년 6월에 발표되었으며, 기증자 분변에서 다약제 내성 생물체가 전파되어 한 명이 사망한 사건과 관련이 있다. 두 번째 안전 경고는 2020년 3월에 발표되었으며, 분변 은행에서 부적절하게 검사된 기증자 분변으로 제조된 FMT로 인해 여러 명이 입원하고 두 명이 사망한 사건과 관련이 있다. 2020년 3월 말에는 기증자 분변에서 COVID-19가 전파될 가능성에 대한 우려로 안전 경고가 발표되었다.
2022년 11월, 호주 치료제 관리국(AU Therapeutic Goods Administration)은 Biomictra라는 브랜드 이름으로 분변 미생물을 승인했으며, 미국 FDA는 Rebyota라는 브랜드 이름으로 특정 C. difficile 분변 미생물 치료제를 승인했다. 2023년 4월에는 FDA가 Vowst라는 브랜드 이름으로 경구 복용 가능한 생균 스포어 캡슐을 승인했다.

### 분변 은행
2012년, 매사추세츠 공과대학교 연구팀은 미국에서 첫 번째 공공 분변 은행인 오픈바이옴(OpenBiome)을 설립했다.
유럽 전역에서는 증가하는 수요를 충족하기 위해 수많은 분변 은행이 등장했다. 합의 보고서가 존재하지만, 표준 운영 절차는 여전히 다르다. 네덜란드 기관들은 FMT 관리에 대한 프로토콜을 발표했으며, 덴마크 기관들은 FMT를 유럽 조직 및 세포 지침에 따라 관리하고 있다.

### 이름
이 절차의 이전 용어로는 분변 박테리오테라피, 분변 수혈, 분변 이식, 분변 관장, 인간 프로바이오틱스 주입(HPI, human probiotic infusion) 등이 포함된다. 이 절차는 단일 물질이나 물질 조합이 아닌 전체 분변 미생물군의 완전한 복원을 포함하기 때문에 이러한 용어는 분변 미생물총 이식(Fecal Microbiota Transplantation)이라는 용어로 대체되었다.

## 연구
배양된 장내 세균이 분변 미생물 이식의 대안으로 연구되고 있다. 한 예로는 건강한 인간의 분변에서 유래한 12개의 개별적으로 배양된 혐기성 및 호기성 세균 균주가 포함된 렉탈 박테리오테라피(Rectal bacteriotherapy; RBT)가 있다. 또한 분변 이식에서 가장 관련성 높은 미생물을 식별하고 이를 분리하여 산업 발효를 통해 제조하는 방법에 대한 연구도 진행되고 있다. 이러한 표준화된 제품은 감염의 위험을 줄이고, 동일한 물질이 매번 투여되기 때문에 접근 방식에 대한 과학적 연구를 개선할 수 있다.

## 수의학적 사용
코끼리, 하마, 코알라, 판다는 무균 장으로 태어나며, 식물을 소화하기 위해서는 어미의 분변을 먹어야 하는데, 이를 식분증이라고 한다. 다른 동물들도 분변을 먹는다. 수의학에서 분변 미생물 이식은 "이종이식(transfaunation)"으로 알려져 있으며, 소나 양과 같은 반추동물의 치료에 사용된다. 이 방법은 건강한 동물의 반추위 내용을 같은 종의 다른 개체에게 먹여 그 동물의 위장관을 정상적인 세균으로 식민지화(colonize)하기 위한 것이다.

## 참고문헌
1. 1 2  “Duodenal infusion of donor feces for recurrent Clostridium difficile”. 《The New England Journal of Medicine》 368 (5): 407–415. January 2013. doi:10.1056/NEJMoa1205037. PMID 23323867.
2. ↑  “Faecal microbiota transplantation for Clostridium difficile-associated diarrhoea: a systematic review of randomised controlled trials”. 《The Medical Journal of Australia》 207 (4): 166–172. August 2017. doi:10.5694/mja17.00295. PMID 28814204.
3. ↑  “Faecal microbiota transplantation for first or second Clostridioides difficile infection (EarlyFMT): a randomised, double-blind, placebo-controlled trial”. 《The Lancet. Gastroenterology & Hepatology》 7 (12): 1083–1091. December 2022. doi:10.1016/S2468-1253(22)00276-X. PMID 36152636.
4. ↑  “Faecal microbiota transplantation for recurrent Clostridioides difficile infection: An updated systematic review and meta-analysis”. 《eClinicalMedicine》. 29-30: 100642. December 2020. doi:10.1016/j.eclinm.2020.100642. PMC 7788438. PMID 33437951.
5. ↑  “Fecal Microbiota for Transplantation: Safety Alert - Risk of Serious Adverse Events Likely Due to Transmission of Pathogenic Organisms”. 《U.S. Food and Drug Administration (FDA)》. 2020년 3월 12일. 2020년 10월 21일에 원본 문서에서 보존된 문서. 2020년 3월 21일에 확인함.
6. 1 2 3  “Endoscopic fecal microbiota transplantation: "first-line" treatment for severe clostridium difficile infection?”. 《Journal of Clinical Gastroenterology》 45 (8): 655–657. September 2011. doi:10.1097/MCG.0b013e3182257d4f. PMID 21716124.
7. 1 2  “Fecal microbiota transplantation and emerging applications”. 《Nature Reviews. Gastroenterology & Hepatology》 9 (2): 88–96. December 2011. doi:10.1038/nrgastro.2011.244. PMID 22183182.
8. ↑  “Fecal microbiota transplantation: indications, methods, evidence, and future directions”. 《Current Gastroenterology Reports》 15 (8): 337. August 2013. doi:10.1007/s11894-013-0337-1. PMC 3742951. PMID 23852569.
9. 1 2  “Fecal transplantation for recurrent Clostridium difficile infection in older adults: a review”. 《Journal of the American Geriatrics Society》 61 (8): 1394–1398. August 2013. doi:10.1111/jgs.12378. PMID 23869970.
10. 1 2  “Fecal Microbiota Transplantation for Clostridium difficile Infection: A Systematic Review”. 《Annals of Internal Medicine》 162 (9): 630–638. May 2015. doi:10.7326/m14-2693. PMID 25938992.
11. 1 2 3 4 5 6 7 8  “Treating Clostridium difficile infection with fecal microbiota transplantation”. 《Clinical Gastroenterology and Hepatology》 9 (12): 1044–1049. December 2011. doi:10.1016/j.cgh.2011.08.014. PMC 3223289. PMID 21871249.
12. ↑  “Fecal microbiota transplantation for relapsing Clostridium difficile infection in 26 patients: methodology and results”. 《Journal of Clinical Gastroenterology》 46 (2): 145–149. February 2012. doi:10.1097/MCG.0b013e318234570b. PMID 22157239.
13. ↑  “Fecal bacteriotherapy for recurrent Clostridium difficile infection”. 《Anaerobe》 15 (6): 285–289. December 2009. doi:10.1016/j.anaerobe.2009.09.007. PMID 19778623.
14. ↑  “Fecal bacteriotherapy, fecal transplant, and the microbiome”. 《Journal of Clinical Gastroenterology》 44 (8): 529–530. September 2010. doi:10.1097/MCG.0b013e3181e1d6e2. PMID 20601895.
15. ↑   (보도 자료). Seres Therapeutics. |제목=이(가) 없거나 비었음 (도움말)
16. 1 2 3  “Fecal microbiota transplantation: current status and future directions”. 《Expert Review of Gastroenterology & Hepatology》 5 (6): 653–655. December 2011. doi:10.1586/egh.11.71. PMID 22017691.
17. ↑  “Treatment of ulcerative colitis by implantation of normal colonic flora”. 《Lancet》 1 (8630): 164. January 1989. doi:10.1016/S0140-6736(89)91183-5. PMID 2563083.
18. ↑  “Fecal microbiota transplant - a new frontier in inflammatory bowel disease”. 《Journal of Inflammation Research》 11: 321–328. 2018. doi:10.2147/JIR.S176190. PMC 6124474. PMID 30214266.
19. ↑  “Fecal microbiota transplant overcomes resistance to anti-PD-1 therapy in melanoma patients”. 《Science》 371 (6529): 595–602. February 2021. Bibcode:2021Sci...371..595D. doi:10.1126/science.abf3363. PMC 8097968. PMID 33542131.
20. ↑  “Fecal microbiota transplant promotes response in immunotherapy-refractory melanoma patients”. 《Science》 371 (6529): 602–609. February 2021. Bibcode:2021Sci...371..602B. doi:10.1126/science.abb5920. PMID 33303685.
21. ↑  “B.C. naturopath's pricey fecal transplants for autism are experimental and risky, scientists say”. 《CBC News》 (British Columbia). 2020년 1월 10일. 2023년 8월 31일에 확인함.
22. ↑  “Fecal Microbiota Transplantation in Autism Spectrum Disorder”. 《Neuropsychiatric Disease and Treatment》 18: 2905–2915. 2022년 12월 15일. doi:10.2147/NDT.S382571. PMC 9762410. PMID 36544550.
23. ↑  “Microbiota Transfer Therapy alters gut ecosystem and improves gastrointestinal and autism symptoms: an open-label study”. 《Microbiome》 5 (1): 10. January 2017. doi:10.1186/s40168-016-0225-7. PMC 5264285. PMID 28122648.
24. ↑  “Treatment for autism symptoms earns ASU researchers patent: Microbiota Transplant Therapy offering hope to those with autism spectrum disorder”. 《ASU News》. 2022년 2월 1일. 2023년 8월 31일에 원본 문서에서 보존된 문서. 2023년 8월 31일에 확인함.
25. ↑  “ASU researchers see hope for autism symptoms with fecal transplants”. 《The Arizona Republic》. 2019년 4월 11일. 2023년 8월 31일에 원본 문서에서 보존된 문서. 2023년 8월 31일에 확인함.
26. 1 2  “Adverse events in faecal microbiota transplant: a review of the literature”. 《The Journal of Hospital Infection》 (Submitted manuscript) 92 (2): 117–127. February 2016. doi:10.1016/j.jhin.2015.10.024. PMID 26803556. 2023년 4월 28일에 원본 문서에서 보존된 문서. 2018년 11월 7일에 확인함.
27. ↑  “Long-term impact of fecal transplantation in healthy volunteers”. 《BMC Microbiology》 19 (1): 312. December 2019. doi:10.1186/s12866-019-1689-y. PMC 6938016. PMID 31888470.
28. ↑  Office of the Commissioner (2020년 3월 24일). “Fecal Microbiota for Transplantation: Safety Alert - Regarding Additional Safety Protections Pertaining to SARS-CoV-2 and COVID-19”. 《U.S. Food and Drug Administration (FDA)》. 2020년 4월 14일에 원본 문서에서 보존된 문서. 2020년 3월 25일에 확인함.
29. ↑  “Fecal Microbiota for Transplantation: Safety Communication- Risk of Serious Adverse Reactions Due to Transmission of Multi-Drug Resistant Organisms”. 《U.S. Food and Drug Administration (FDA)》. 2019년 6월 14일. 2019년 9월 4일에 원본 문서에서 보존된 문서. 2019년 6월 18일에 확인함.
30. ↑  “Fecal Transplant Is Linked to a Patient's Death, the F.D.A. Warns”. 《The New York Times》. 2019년 6월 13일. 2019년 6월 14일에 원본 문서에서 보존된 문서. 2019년 6월 14일에 확인함.
31. ↑  “The use of faecal microbiota transplant as treatment for recurrent or refractory Clostridium difficile infection and other potential indications: joint British Society of Gastroenterology (BSG) and Healthcare Infection Society (HIS) guidelines”. 《Gut》 67 (11): 1920–1941. November 2018. doi:10.1136/gutjnl-2018-316818. PMID 30154172.
32. 1 2 3 4 5  “European consensus conference on faecal microbiota transplantation in clinical practice”. 《Gut》 66 (4): 569–580. April 2017. doi:10.1136/gutjnl-2016-313017. PMC 5529972. PMID 28087657.
33. ↑  “The use of faecal microbiota transplant as treatment for recurrent or refractory Clostridium difficile infection and other potential indications: joint British Society of Gastroenterology (BSG) and Healthcare Infection Society (HIS) guidelines”. 《The Journal of Hospital Infection》 100 (Suppl 1): S1–S31. September 2018. doi:10.1016/j.jhin.2018.07.037. PMID 30173851.
34. 1 2  “Fecal microbial therapy: promises and pitfalls”. 《Journal of Pediatric Gastroenterology and Nutrition》 59 (2): 157–161. August 2014. doi:10.1097/mpg.0000000000000415. PMC 4669049. PMID 24796803.
35. ↑  “Challenges in fecal donor selection and screening for fecal microbiota transplantation: A review”. 《Gut Microbes》 8 (3): 225–237. May 2017. doi:10.1080/19490976.2017.1286006. PMC 5479407. PMID 28129018.
36. 1 2 3 4  “Faecal microbiota transplantation: establishment of a clinical application framework”. 《European Journal of Gastroenterology & Hepatology》 29 (11): e36–e45. November 2017. doi:10.1097/meg.0000000000000958. PMID 28863010.
37. 1 2 3 4  “How to: Establish and run a stool bank”. 《Clinical Microbiology and Infection》 23 (12): 924–930. December 2017. doi:10.1016/j.cmi.2017.05.015. PMID 28529025.
38. ↑  “Update on Fecal Microbiota Transplantation 2015: Indications, Methodologies, Mechanisms, and Outlook”. 《Gastroenterology》 149 (1): 223–237. July 2015. doi:10.1053/j.gastro.2015.05.008. PMC 4755303. PMID 25982290.
39. ↑  “Efficacy of Sterile Fecal Filtrate Transfer for Treating Patients With Clostridium difficile Infection”. 《Gastroenterology》 152 (4): 799–811.e7. March 2017. doi:10.1053/j.gastro.2016.11.010. PMID 27866880.
40. ↑  “Inhibiting Growth of Clostridioides difficile by Restoring Valerate, Produced by the Intestinal Microbiota”. 《Gastroenterology》 155 (5): 1495–1507.e15. November 2018. doi:10.1053/j.gastro.2018.07.014. PMC 6347096. PMID 30025704.
41. ↑  “Bacteriophage transfer during faecal microbiota transplantation in Clostridium difficile infection is associated with treatment outcome”. 《Gut》 67 (4): 634–643. April 2018. doi:10.1136/gutjnl-2017-313952. PMC 5868238. PMID 28539351.
42. ↑  “Long-term colonisation with donor bacteriophages following successful faecal microbial transplantation”. 《Microbiome》 6 (1): 220. December 2018. doi:10.1186/s40168-018-0598-x. PMC 6288847. PMID 30526683.
43. ↑  “Specific Bacteria and Metabolites Associated With Response to Fecal Microbiota Transplantation in Patients With Ulcerative Colitis”. 《Gastroenterology》 156 (5): 1440–1454.e2. April 2019. doi:10.1053/j.gastro.2018.12.001. PMID 30529583.
44. ↑  “Impacts of gut bacteria on human health and diseases”. 《International Journal of Molecular Sciences》 16 (4): 7493–7519. April 2015. doi:10.3390/ijms16047493. PMC 4425030. PMID 25849657.
45. ↑  “Whats the lowdown on 'fecal transplantation'?”. 《Health at Iowa》. U of Iowa. December 2014. 2017년 3월 14일에 원본 문서에서 보존된 문서. 2015년 1월 14일에 확인함.
46. ↑  “Therapeutic Poop: Hope for Cure of Childhood Diarrhea Comes Straight from the Gut”. 《The Johns Hopkins Children's Center》. The Johns Hopkins University. 2013년 7월 29일. 2019년 3월 31일에 원본 문서에서 보존된 문서. 2019년 3월 31일에 확인함.
47. ↑  “More on Merde”. 《Perspectives in Biology and Medicine》 44 (4): 594–607. 2001. doi:10.1353/pbm.2001.0067. PMID 11600805.
48. ↑  “History of fecal transplantation; camel feces contains limited amounts of Bacillus subtilis spores and likely has no traditional role in the treatment of dysentery”. 《PLOS ONE》 17 (8): e0272607. 2022년 8월 10일. Bibcode:2022PLoSO..1772607K. doi:10.1371/journal.pone.0272607. PMC 9365175. PMID 35947590.
49. ↑  “Fecal enema as an adjunct in the treatment of pseudomembranous enterocolitis”. 《Surgery》 44 (5): 854–859. November 1958. PMID 13592638.
50. ↑  “Bowel-flora alteration: a potential cure for inflammatory bowel disease and irritable bowel syndrome?”. 《The Medical Journal of Australia》 150 (10): 604. May 1989. doi:10.5694/j.1326-5377.1989.tb136704.x. PMID 2783214.
51. 1 2  “FDA struggles to regulate fecal transplants”. 《CBS News》. Associated Press. 2014년 6월 26일. 2014년 10월 19일에 원본 문서에서 보존된 문서. 2014년 10월 12일에 확인함.
52. ↑  “Public Workshop: Fecal Microbiota for Transplantation”. Food and Drug Administration. 2014년 3월 10일. 2017년 4월 6일에 원본 문서에서 보존된 문서. 2019년 12월 16일에 확인함.
53. 1 2  “Policy: How to regulate faecal transplants”. 《Nature》. 2014년 2월 19일. 2014년 11월 4일에 원본 문서에서 보존된 문서. 2014년 10월 12일에 확인함.
54. 1 2  , American Gastroenterological Association |제목=이(가) 없거나 비었음 (도움말)
55. ↑  “Guidance for Industry: Enforcement Policy Regarding Investigational New Drug Requirements for Use of Fecal Microbiota for Transplantation to Treat Clostridium difficile Infection Not Responsive to Standard Therapies”. Food and Drug Administration. July 2013. 2017년 12월 3일에 원본 문서에서 보존된 문서. 2019년 12월 16일에 확인함.
56. ↑  “Draft Guidance for Industry: Enforcement Policy Regarding Investigational New Drug Requirements for Use of Fecal Microbiota for Transplantation to Treat Clostridium difficile Infection Not Responsive to Standard Therapies”. Food and Drug Administration. March 2014. 2018년 6월 5일에 원본 문서에서 보존된 문서. 2019년 12월 16일에 확인함.
57. ↑  “MIT Lab Hosts Nation's First Stool Bank, But Will It Survive?”. WBUR-FM. 2014년 3월 7일. 2014년 10월 17일에 원본 문서에서 보존된 문서. 2014년 10월 13일에 확인함.
58. ↑  “Fecal transplantation poses dilemma for FDA”. 《Nature Biotechnology》 32 (5): 401–402. May 2014. doi:10.1038/nbt0514-401. PMID 24811495.
59. ↑  “Important Safety Alert Regarding Use of Fecal Microbiota for Transplantation and Risk of Serious Adverse Reactions Due to Transmission of Multi-Drug Resistant Organisms”. 《U.S. Food and Drug Administration (FDA)》. 2019년 12월 20일. 2020년 5월 6일에 원본 문서에서 보존된 문서. 2020년 4월 13일에 확인함.
60. ↑  Center for Biologics Evaluation and Research (2020년 3월 12일). “Safety Alert Regarding Use of Fecal Microbiota for Transplantation and Risk of Serious Adverse Events Likely Due to Transmission of Pathogenic Organisms”. 《U.S. Food and Drug Administration (FDA)》. 2020년 5월 30일에 원본 문서에서 보존된 문서. 2020년 4월 13일에 확인함.
61. ↑  “Safety Alert Regarding Use of Fecal Microbiota for Transplantation and Additional Safety Protections Pertaining to SARS-CoV-2 and COVID-19”. 《U.S. Food and Drug Administration (FDA)》. 2020년 4월 9일. 2020년 4월 14일에 원본 문서에서 보존된 문서. 2020년 4월 13일에 확인함.
62. ↑  “Gut check: The FDA approves microbiome-based therapies, with future approvals expected”. 《Nixon Peabody LLP》. 2023년 5월 15일. 2024년 1월 2일에 원본 문서에서 보존된 문서. 2024년 1월 2일에 확인함.
63. ↑  “A New Kind of Transplant Bank”. 《The New York Times》. 2014년 2월 17일. 2014년 10월 14일에 원본 문서에서 보존된 문서. 2014년 7월 10일에 확인함.
64. ↑  “Diagnosis and management of Clostridium difficile infection”. 《Clinical Gastroenterology and Hepatology》 11 (10): 1216–23; quiz e73. October 2013. doi:10.1016/j.cgh.2013.03.016. PMID 23542332.
65. ↑  “Rectal bacteriotherapy for recurrent Clostridium difficile-associated diarrhoea: results from a case series of 55 patients in Denmark 2000-2012”. 《Clinical Microbiology and Infection》 21 (1): 48–53. January 2015. doi:10.1016/j.cmi.2014.07.003. PMID 25636927.
66. ↑  “Artificial stool transplantation: progress towards a safer, more effective and acceptable alternative”. 《Expert Review of Gastroenterology & Hepatology》 7 (4): 291–293. May 2013. doi:10.1586/egh.13.16. PMID 23639085.
67. ↑  “BBC Nature – Dung eater videos, news and facts”. Bbc.co.uk. n.d. 2011년 12월 29일에 원본 문서에서 보존된 문서. 2011년 11월 27일에 확인함.
68. ↑  “Rumen transfaunation”. 《Immunology Letters》 162 (2 Pt A): 69–76. December 2014. doi:10.1016/j.imlet.2014.05.009. PMID 25262872.